# 格里利希爾 (加利福尼亞州)
格里利山（英語：Greeley Hill）是位於美國加利福尼亞州馬里波薩縣的一個人口普查指定地區。

## 地理
格里利山的座標為37°44′25″N 120°07′25″W / 37.74028°N 120.12361°W，而該地最高點為海拔高度961米（即3153英尺）。

## 人口
根據2010年美國人口普查的數據，格里利山的面積為54.642平方千米，當中陸地面積為54.522平方千米，而水域面積為0.120平方千米。當地共有人口915人，而人口密度為每平方千米16人。